# Helina pilosa
Helina pilosa är en tvåvingeart som beskrevs av Karl 1932. Helina pilosa ingår i släktet Helina och familjen husflugor. Inga underarter finns listade i Catalogue of Life.